# Andrea Antico da Montona
Andrea Antico da Montona (Montona, 1470/1480 – 1540) è stato un editore musicale e compositore italiano. Si occupò principalmente di editoria musicale e composizione musicale.

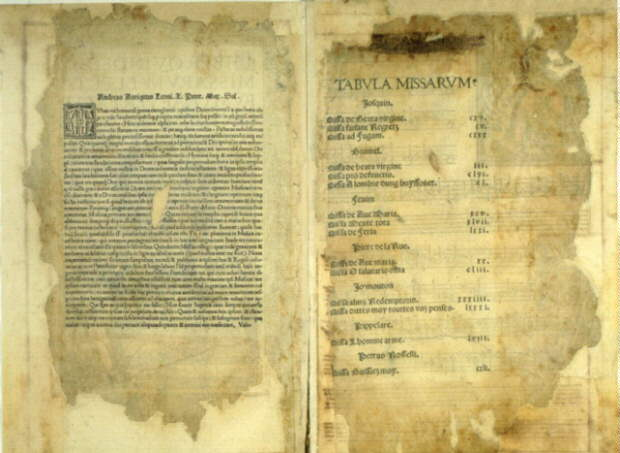
il Liber quindecim missarum di Andrea Antico, stampato a Roma nel 1516

Generalmente è considerato come il maggiore antagonista di Ottaviano Petrucci da Fossombrone, benché i due utilizzassero tecniche di stampa diverse: Petrucci inventò la stampa a caratteri mobili con triplice impressione, Antico praticava la xilografia.
Eccellente miniatore, Antico incideva su una matrice di legno la pagina di musica che poi avrebbe impresso su carta. Questo procedimento era più economico rispetto alla stampa a caratteri mobili, ma le edizioni erano sicuramente meno belle e precise.